# Threshold Records
Threshold Records – to niewielka brytyjska wytwórnia płytowa założona przez grupę The Moody Blues w roku 1969 po wydaniu przez nią albumu On the Threshold of a Dream.

Była brytyjską filią wytwórni  Decca Records i filią amerykańską wytwórni London Records. Celem założenia wytwórni było artystyczne pakowanie rozkładanych okładek albumów typu gatefold oraz wydawanie albumów sygnowanych przez zespół i projekty solowe członków zespołu. Ponadto nakładem wytwórni ukazały się albumy zespołu Trapeze i  sekstetu rockowego Providence.

## Dyskografia wytwórni płytowej Threshold Records
- THS-1 The Moody Blues: To Our Children's Children's Children (1969)
- THS-2 Trapeze: Trapeze (1970)
- THS-3 The Moody Blues: A Question of Balance (1970)
- THS-4 Trapeze: Medusa (1970)
- THS-5 The Moody Blues: Every Good Boy Deserves Favour (1971)
- THS-6 Asgard: In the Realm of Asgard (1972)
- THS-7 The Moody Blues: Seventh Sojourn (1972)
- THS-8 Trapeze: You Are the Music...We're Just the Band (1972)
- THS-9 Providence: Ever Sense the Dawn (1972)
- THS-11 Trapeze: The Final Swing (1974)
- THS-12/13 The Moody Blues: This Is The Moody Blues (1974)
- THS-14 Justin Hayward & John Lodge: Blue Jays (1975)
- THS-15 The Graeme Edge Band Featuring Adrian Gurvitz: Kick Off Your Muddy Boots (1975)
- THS-16 Ray Thomas: From Mighty Oaks (1975)
- THS-17 Ray Thomas: Hopes, Wishes and Dreams (1976)
- THS-18 Mike Pinder: The Promise (1976)
- TRL-1-2901 The Moody Blues: Long Distance Voyager (1981)
- TRL-1-2902 The Moody Blues: The Present (1983)
- TRL-1-2903 The Moody Blues: Voices in the Sky: The Best of the Moody Blues (1984)